# هيروكازو هامامورا
هيروكازو هامامورا (باليابانية: 浜村弘一؛ بالكانا: はまむら ひろかず) هو شخصية أعمال ياباني، ولد في 8 فبراير 1961 في أوساكا في اليابان.

## وصلات خارجية
- هيروكازو هامامورا على موقع ميوزك برينز (الإنجليزية)